# IRMX
iRMX est un système d'exploitation multitâche temps réel conçu spécialement pour les processeurs Intel de la famille X86.
Son nom est un acronyme pour Real-time Multitasking eXecutive. Il a été développé par Intel dans la fin des années 1970, la première version est sortie en 1980.
iRMX III, la version 32-bits, permet d'adresser 4 Go de mémoire.